# Wonder Woman 1984
Wonder Woman 1984 – amerykański fantastyczny film akcji na podstawie serii komiksów o superbohaterce o tym samym imieniu wydawnictwa DC Comics. Za reżyserię odpowiada Patty Jenkins, która napisała scenariusz razem z Geoffem Johnsem i Davidem Callahamem. W rolach głównych występują: Gal Gadot, Chris Pine, Kristen Wiig, Pedro Pascal, Robin Wright i Connie Nielsen.
Jest to kontynuacja filmu Wonder Woman z 2017 roku i dziewiąty film należący do franczyzy DC Extended Universe. Film pojawił się w kinach części krajów 16 grudnia 2020 roku. W Polsce film zadebiutował 1 kwietnia 2021 roku w serwisie HBO Go.

## Obsada
| Polski dubbing |
| • Olga Bołądź jako Diana Prince / Wonder Woman • Kamil Kula jako Steve Trevor • Katarzyna Kwiatkowska jako Barbara Ann Minerva / Cheetah • Michał Konarski jako Maxwell Lord • Anna Gajewska jako Hippolita • Joanna Węgrzynowska-Cybińska jako Antiope |

- Gal Gadot jako Diana Prince / Wonder Woman, amazońska księżniczka i nieśmiertelna półbogini, córka Zeusa[2]. Lilly Aspel zagrała młodą Dianę[3].
- Chris Pine jako Steve Trevor, były oficer armii Stanów Zjednoczonych, który zginął podczas pierwszej wojny światowej, lecz zostaje przywrócony do życia w ciele innego mężczyzny[4][3].
- Kristen Wiig jako Barbara Ann Minerva / Cheetah, geolog, która zostaje nową koleżanką z pracy Diany. Moc Dreamstone'u czyni ją coraz potężniejszą i bardziej niebezpieczną, doprowadzając do jej sojuszu z Maxem Lordem przeciwko Dianie i przemiany w Cheetah[5][3].
- Pedro Pascal jako Maxwell Lord, charyzmatyczny biznesmen i założyciel Black Gold Collective[6][3].
- Robin Wright jako Antiope, ciotka Diany i generał Themysciry[7].
- Connie Nielsen jako Hippolita, matka Diany i królowa Themysciry[7].

W filmie ponadto wystąpili: Lucian Perez jako Alistair Lord, ojciec Maxwella; Amr Waked jako Emir Said Bin Abydos, szejk naftowy; Kristoffer Polaha jako mężczyzna, którego ciało przejął Steve Trevor; Natasha Rothwell jako Carol, współpracowniczka Diany i szefowa Barbary w Smithsonian; Ravi Patel jako Babajide, mężczyzna, który posiada dokumenty dotyczące Dreamstone'u; Gabriella Wilde jako Raquel, asystentka Maxwella Lorda, Kelvin Yu jako Jake i Asim Chaudhry jako Roger, współpracownicy Diany i Barbary oraz Oliver Cotton jako Simon Stagg, inwestor Maxwella Lorda.
W scenie po napisach, w roli cameo, pojawia się Lynda Carter jako Asteria, legendarna amazońska wojowniczka. Aktorka wcześniej zagrała Dianę w serialu Wonder Woman z 1976 roku.

## Produkcja

### Rozwój projektu
W czerwcu 2017 roku Geoff Johns poinformował, że rozpoczął razem z Patty Jenkins prace nad scenariuszem kontynuacji. Miesiąc później, podczas San Diego Comic-Conu studio zapowiedziało Wonder Woman 2 oraz potwierdziło powrót Jenkins na stanowisku reżysera. We wrześniu 2017 roku do prac nad scenariuszem dołączył David Callaham. W czerwcu 2018 roku studio ujawniło pełny tytuł filmu, Wonder Woman 1984.

### Casting
We wrześniu 2017 roku poinformowano, że Gal Gadot powróci w tytułowej roli. W marcu 2018 roku poinformowano, że Kristen Wiig zagra Barbarę Ann Minervę / Cheetah i do obsady dołączył Pedro Pascal. W czerwcu tego samego roku ujawniono, że Chris Pine powróci jako Steve Trevor. W sierpniu poinformowano, że Robin Wright jako Antiope i Connie Nielsen jako Hippolita powtórzą swoje role.

### Zdjęcia
Zdjęcia do filmu rozpoczęły się 13 czerwca 2018 roku w Waszyngtonie pod roboczym tytułem Magic Hour. W tym samym miesiącu roku, ogłoszono, że Matthew Jensen odpowiadać będzie za zdjęcia, Richard Pearson za montaż, Aline Bonetto za scenografię, a Lindy Hemming za kostiumy.

## Wydanie
Premiera kinowa Wonder Woman 1984 miała miejsce 16 grudnia 2020 roku. Film zadebiutował wtedy w części krajów, w których kina są nadal otwarte. Amerykańska premiera miała miejsce 25 grudnia 2020 roku. Film został wydany w Stanach Zjednoczonych równocześnie w kinach, które pozostają otwarte, jak i na HBO Max. 
Początkowo film był zapowiedziany na 13 grudnia 2019 roku. W czerwcu 2018 roku jego premierę przeniesiono na 1 listopada 2019 roku, natomiast w październiku 2018 roku przesunięto ją na lato kolejnego roku. Wskutek pandemii COVID-19 zdecydowano się na kilkukrotną zmianę daty premiery filmu – z czerwca 2020 na 14 sierpnia, następnie na 2 października, a później na grudzień.
W Polsce, w związku z pandemią, film został wycofany z dystrybucji kinowej i przeniesiony na platformę HBO Go, gdzie zadebiutował 1 kwietnia 2021 roku.

## Odbiór
Film spotkał się z umiarkowanie pozytywną reakcją ogółu krytyków. W agregatorze recenzji Rotten Tomatoes 58% z 435 recenzji uznano za pozytywne, a średnia ocen wystawionych na ich podstawie wyniosła 6,00 na 10. Z kolei w agregatorze Metacritic średnia ważona ocen z 57 recenzji wyniosła 60 punktów na 100.